# Trésor des Grands-ducs
Pour un article plus général, voir Palazzo Pitti.

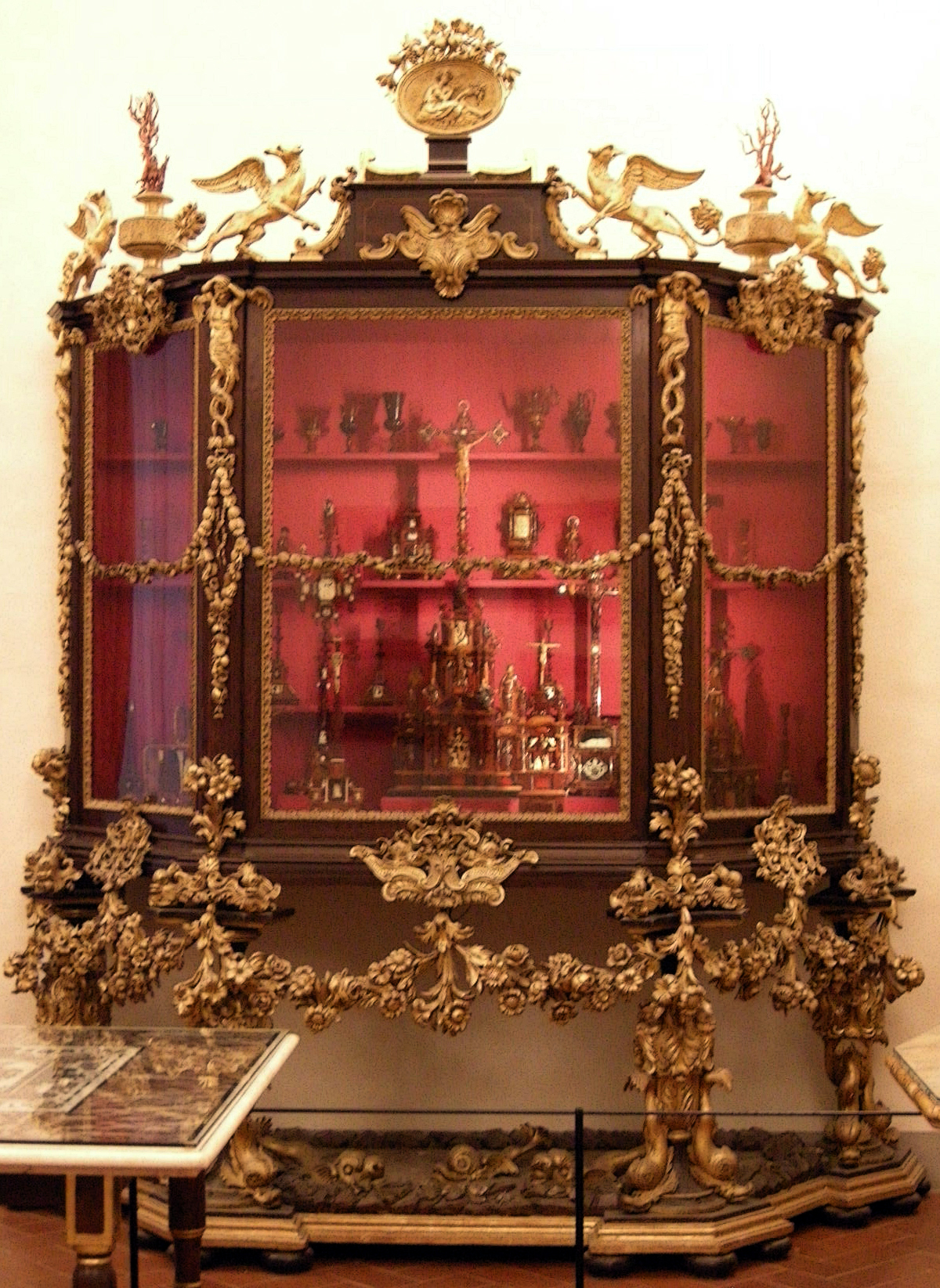
Vitrine d'objets sacrés au Museo degli Argenti

Le Trésor des Grands-ducs (appelé jusqu'en 2015 Museo degli Argenti, Musée de l'Argenterie) fait partie du complexe muséal du Palazzo Pitti à Florence. Établi dans la seconde moitié du XIXe siècle, il est logé dans l'aile latérale nord du bâtiment principal du palais. Il se compose de 14 pièces au rez-de-chaussée (les appartements d'été, accessibles depuis la cour Buontalenti) et de 13 pièces à l'étage mezzanine au dessus. Le musée est également appelé Trésor des Médicis, bien que certaines pièces remontent à la fin de la période des Habsbourg-Lorraine, et contient une vaste collection de pièces inestimables en or, argent, cristal, ivoire et pierres semi-précieuses. Il abritait également une précieuse collection de camées et de sculptures ayant appartenu aux Médicis, qui fait maintenant partie du Musée Archéologique National de Naples et du Musée Archéologique National de Florence à la suite d'événements historiques et dynastiques complexes.
En 2013, le circuit muséal des jardins de Boboli, qui comprend le trésor des Grands-ducs, la galerie de la mode et du costume, le musée de la porcelaine et le jardin Bardini, était le sixième site d'État italien le plus visité, avec 710 523 visiteurs et un revenu brut total de 2 722 872 euros . En 2016, le circuit des musées a attiré 881 463 visiteurs.
Avec la réforme Franceschini de 2015, le musée, avec l'ensemble du complexe du palais Pitti, est entré dans l'orbite de la Galerie des Offices, dirigée avec une autonomie particulière par Eike Schmidt. A cette occasion, le nom a été changé de « Museo degli Argenti » à « Trésor des Grands-ducs ».

## Parcours de l'exposition

### Appartements d'été
1. Chambre de Luca Pitti
2. Salle de Porcelaine
3. Salle de Giovanni da San Giovanni
4. Salle de Lorenzo
5. Grotticina
6. Chapelle
7. Salle de l'Audience Publique
8. Salle des Cristaux et des Pierres Dures
9. Cour de l'Ajax
10. Salle des Ambres
11. Salle de l'Audience Privée
12. Troisième salle de l'Audience
13. Salle des Ivoires
14. Salle des Ivoires et des Reliquaires

La salle II du rez-de-chaussée contient les œuvres les plus anciennes appartenant aux collections de Laurent le Magnifique, comme la collection de vases antiques (romains, sassanides et vénitiens), souvent avec de délicates incrustations argentées ajoutées au XVe siècle. Parmi les pièces les plus précieuses de cette section, un calice byzantin, une double coupe en améthyste et une œuvre en porphyre représentant une Vénus et l'Amour de Pier Maria Serbaldi dit «il Tagliacarne». La salle suivante abrite un relief en bois de Grinling Gibbons, tandis que la salle IV est couverte de fresques de Giovanni da San Giovanni, exécutées à partir de 1634 et complétées par Cecco Bravo, Francesco Furini et Ottavio Vannini en 1642.
La salle V était une ancienne petite chapelle avec de splendides bijoux pour le culte. Les salles VI à XII, donnant sur la Piazza Pitti, étaient les appartements d'été du Grand-duc et conservent encore les précieuses fresques d'Angelo Michele Colonna et Agostino Mitelli, peintes entre 1634 et 1641 dans les salles VI à VIII. Parmi les pièces les plus précieuses de ces salles, on trouve: des œuvres en ébène et incrustées de pierres semi-précieuses, comme le Stipo d'Alemania, provenant d'Augsbourg en cadeau de l'archiduc du Tyrol, et un prie-dieu similaire; un cabinet et un reliquaire de saints dominicains de Giovan Battista Foggini ; des vases en ivoire tourné de fabrication allemande et un de Giovanni Antonio Maggiore de Milan, qui est la plus ancienne pièce connue dans cette spécialité artistique (1582) ; une table et un cabinet, chefs-d'œuvre de l'ébénisterie hollandaise; une boussole magnétique offerte par le tsar Pierre le Grand à Cosme III ; des vases et coupes en pierres semi-précieuses et cristal de roche aux formes bizarres et insolites.
Au rez-de-chaussée se trouve l'exceptionnelle collection de porcelaine orientale, de plus de 1000 exemplaires, pour la plupart d'origine Médicis, récemment enrichie par la collection Scalabrino : 127 pièces des XVIIe et XVIIIe siècles, toutes d'une qualité très rare dans le panorama européen.

### La mezzanine
1. Salle des Camées
2. Salle des Bijoux
3. Première salle du Trésor de Salzbourg
4. Deuxième salle du Trésor de Salzbourg
5. Loggetta
6. Salle du Tesoretto
7. Chambre Exotique
8. Salle des Porcelaines Chinoises
9. Salle des Porcelaines Japonaises
10. Salle des Donations
11. Salle des Moulages
12. Couloir des Moulages
13. Couloir des Reliquaires

L'exposition se poursuit dans la mezzanine, où sont placées les collections de camées, de bijoux, de bibelots, d'argenterie à usage liturgique et de table et d'objets exotiques.
La collection d'objets en or et en argent d'Allemagne et apportés par le grand-duc Ferdinand III après sa période d'exil terminée en 1815, causée par l'occupation française, est également organisée ici.
Dans les deux salles qui abritaient la porcelaine, de nouvelles vitrines ont été créées et les bijoux réaménagés, complétés par de nouvelles acquisitions par le biais de dons et de prêts gratuits, principalement des objets contemporains. Enfin, une petite salle a été dédiée, la dernière de celles donnant sur la cour intérieure d'Ammannati, à la collection de miniatures baroques, de plus de 120 pièces.

## Expositions
- « Les bijoux Médicis de la vie et du portrait » est un parcours d'exposition qui a montré - entre 2003 et 2004 - des bijoux des collections Médicis et d'autres si proches de ceux représentés dans les portraits qu'ils en émettent l'hypothèse; à travers l'exposition des portraits des grands-ducs, une perception claire des trésors aujourd'hui disparus a également été donnée.
- Le musée de l'Argenterie, en 2005, a consacré une exposition au personnage de Marie de Médicis et à son rôle dans la diffusion du modèle Médicis dans l'art français au début des années 1600. Ayant compris l'importance des arts plastiques pour la politique, elle est devenue l'emblème du lien entre la monarchie française et le mécénat à l'italienne.
- Le musée a célébré, en 2007, les quarante ans d'activité de l'artiste-orfèvre Giampaolo Babetto.
- En 2009, une rétrospective sur le travail de l'orfèvre Bruno Martinazzi a eu lieu. Ses recherches artistiques portent sur les détails anatomiques mais s'orientent également vers des réflexions sur la religion, le mythe et la rationalité.
- Le Musée s'est récemment enrichi de la collection de miniatures, représentant des personnages connus et inconnus, des «bijoutiers-antiquaires» florentins, les Bardini. Il y a cent vingt pièces - allant du milieu du XVIe siècle au début du XXe siècle - d'artistes tels que Rosalba Carriera, Giambattista Gigola, Richard Cosway et George Engleheart.
- Le musée a également accueilli une autre collection : celle d'Alberto Zorzi, un représentant de la joaillerie italienne contemporaine. Les œuvres - colliers et bracelets fabriqués entre 1977 et 1981 à partir de divers matériaux tels que l'or, le platine, l'argent, l'ébène, l'acier, le quartz, le cuivre - ont été offerts par son collectionneur Gianfranco Pampaloni.
- L'exposition « Objets précieux » a été consacrée, entre 2009 et 2010, à Fausto Maria Franchi, un exposant des orfèvres contemporains. Les études de l'artiste à Rome l'ont amené à expérimenter diverses techniques de traitement, de la céramique à la sculpture.
- L'exposition « Les trésors du Kremlin » est née à l'occasion de l'événement Italie-Russie 2011 et donc des échanges culturels entre les deux pays, pour donner une idée de la richesse des collections du Manège militaire du Kremlin.
- À l'occasion des quarante ans du Musée de la Porcelaine du Palais Pitti, une exposition a été organisée pour exposer la collection du complexe muséal et les produits de la manufacture Doccia dans la période entre 1800 et 1830.
- « Passions diaphanes. Ivoires baroques des cours européennes » est une exposition consacrée à la sculpture en ivoire, du XVe siècle au baroque, avec une section sur les ivoires tournés intitulée « Géométrie vertueuse ». L'exposition a eu lieu en 2013 au Museo degli Argenti.
- L'exposition «Lapis lazuli. Magia del blu », qui s'est tenue au Museo degli Argenti du Palazzo Pitti en 2015, a documenté la passion pour ce matériau précieux et son utilisation depuis ses origines jusqu'à nos jours.
- Au Museo degli Argenti, l'exposition « La rigueur et la grâce. L'entreprise de San Benedetto Bianco au XVIIe siècle florentin », d'octobre 2015 à mai 2016. L'exposition visait à mettre en valeur la petite collection d'art qui appartenait à la plus prestigieuse compagnie laïque florentine, celle de San Benedetto Bianco.